# Jamie Storr
Jamie Storr (* 28. Dezember 1975 in Brampton, Ontario) ist ein ehemaliger kanadischer Eishockeytorwart.

## Karriere
Jamie Storr wurde von den Los Angeles Kings im NHL Entry Draft 1994 in der ersten Runde an siebter Stelle gezogen. Er spielte die Saison 1994/95 hauptsächlich in der unterklassigen OHL, kam aber im Januar 1995 zu seinem ersten Einsatz in der NHL, dem im selben Jahr noch vier weitere folgten. In den nächsten zwei Spielzeiten stand der Torhüter sowohl in der IHL bei den Phoenix Roadrunners, deren Nummer 1 er war, als auch bei den Los Angeles Kings in der NHL auf dem Eis und kam dort insgesamt auf zehn Einsätze. In der Saison 1997/98 blieb Jamie Storr, mit kleinen Ausnahmen, durchgehend im NHL-Kader und hütete 17 Mal das Tor der Kings. In der folgenden Saison kam der Kanadier schon auf 28 Spiele, ehe er in der Spielzeit 1999/00 sogar in mehr als die Hälfte der Partien zum Einsatz kam. Allerdings konnte sich Storr nicht endgültig gegen die Nummer eins Stéphane Fiset durchsetzen. Erst als sich Fiset zweimal in der Saison 2000/01 eine Knieverletzung zuzog, konnte Storr Stammtorhüter werden. Zu Beginn der nächsten Saison konnte sich Félix Potvin als Stammtorhüter durchsetzen, sodass Jamie Storr wieder als Back-Up fungieren musste.
Zu Beginn der Saison 2003/04 führte Storrs Weg in die russische Eishockeyliga zu Avangard Omsk, allerdings spielte er dort nie und unterschrieb einen Monat später einen Ein-Jahres-Vertrag bei den Carolina Hurricanes aus der NHL. Doch hier konnte der Goalie sich nicht dauerhaft durchsetzen und spielte insgesamt nur 14 Mal. Nach der Saison wurde sein Vertrag nicht verlängert.
Im Mai 2004 gab Jamie Storr den Adler Mannheim aus der Deutschen Eishockey Liga die Zusage, nach Deutschland zu wechseln. Allerdings unterschrieb er keinen Vertrag bei den Adlern, sondern wechselte nach einiger Zeit zu den Springfield Falcons in die AHL. Während der Spielzeit unterschrieb der Kanadier einen Vertrag beim Ligakonkurrenten Utah Grizzlies. Die Saison 2005/06 absolvierte Storr ebenfalls in der American Hockey League, diesmal als zweiter Torhüter der Philadelphia Phantoms.
Seit der Saison 2006/2007 spielte Jamie Storr in der DEL für die DEG Metro Stars, bei denen er zunächst einen Vertrag für ein Jahr unterschrieb. Nach kurzer Eingewöhnungszeit wurde der Torwart aufgrund seiner mitunter spektakulären Paraden, insbesondere mit der Fanghand, zum Publikumsliebling bei den Rheinländern. Bereits im Dezember 2006 wurde Storrs Vertrag bis 2009 verlängert. Im Februar 2007 wurde der Kanadier von Trainern, Managern, Experten und Fachjournalisten in Deutschland zum Torhüter der Saison 2006/07 gewählt.
Am 13. Mai 2009 gaben die DEG Metro Stars bekannt, dass Jamie Storr aus persönlichen Gründen seine Profikarriere beendet hätte.
Am 31. Januar 2010 verpflichteten die DEG Metro Stars Jamie Storr als Standby-Goalie. Er sollte eingesetzt werden, falls sich beide Stammtorhüter der DEG Metro Stars, Jean-Sébastien Aubin und Etienne Renkewitz, verletzt hätten.

## Erfolge und Auszeichnungen
- 1992 OHL All-Rookie Team
- 1994 Goldmedaille bei der Junioren-Weltmeisterschaft
- 1994 Bester Torwart der Junioren-Weltmeisterschaft
- 1994 OHL Goaltender of the Year
- 1994 OHL First All-Star Team
- 1995 Goldmedaille bei der Junioren-Weltmeisterschaft
- 1998 NHL All-Rookie Team
- 1999 NHL All-Rookie Team
- 2007 DEL-Torhüter des Jahres

## Karrierestatistik
(Legende zur Torhüterstatistik: GP oder Sp = Spiele insgesamt; W oder S = Siege; L oder N = Niederlagen; T oder U oder OT = Unentschieden oder Overtime- bzw. Shootout-Niederlage; Min. = Minuten; SOG oder SaT = Schüsse aufs Tor; GA oder GT = Gegentore; SO = Shutouts; GAA oder GTS = Gegentorschnitt; Sv% oder SVS% = Fangquote; EN = Empty Net Goal; 1 Play-downs/Relegation; Kursiv: Statistik nicht vollständig)